# Förbifart Målilla

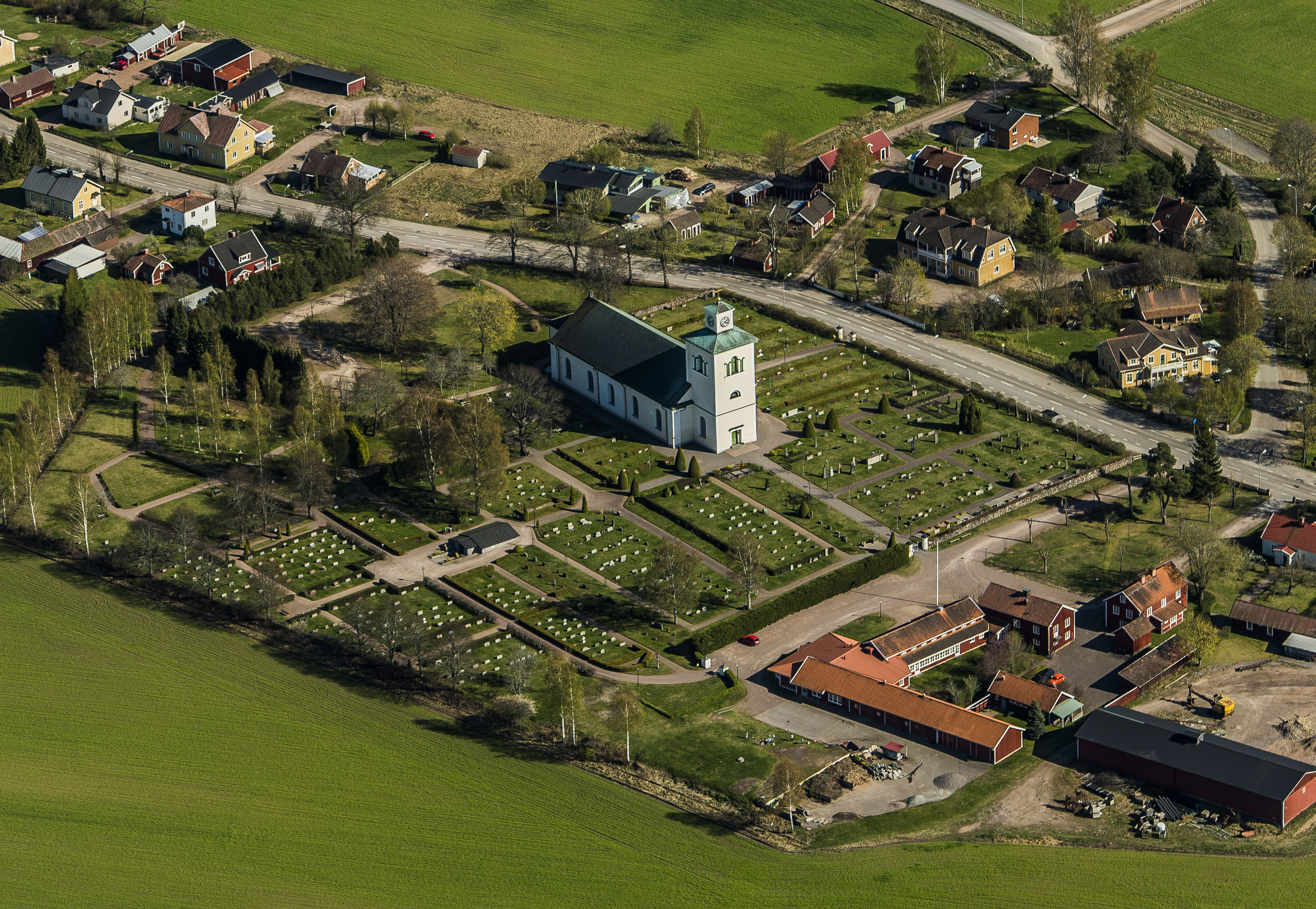
Vetlandavägen (Gamla vägen) förbi Målilla kyrka.

Förbifart Målilla är en väg i Målilla i Hultsfreds kommun. På den går Riksväg 47 och Riksväg 23. Vägen började byggas 2010, blev klar året därpå och finansierades av Europeiska Unionen.

## Historia
Förut gick 23/47 på "Vetlandavägen" genom bostadsområdet Målilla kyrkby. Vägen hade mycket trafik, var farlig, skapade buller och ledde till sämre livskvalitet för folk som bodde vid gatan. Därför bestämdes det att "Förbifart Målilla" skulle byggas; vägen gick på andra sidan fältet från Vetlandavägen och gick förbi gamla Målilla Sanatorium för att inte gå genom ett bostadsområde. Vägen blev klar 2011 och har trafikerats sedan dess. Projektet kostade ungefär 54 miljoner kronor.

## Rutt
Vägen börjar på den så kallade "Cykelrondellen" – den kallas så för att den har en staty av en speedwaycykel i mitten – som kopplar ihop väg 23 mot Virserum, Åseda och Växjö, väg 47 mot Järnforsen, Vetlanda och Jönköping och Vetlandavägen med Förbifarten. Den går västerut till "Termometerrondellen" där den möter riksväg 34 mot Hultsfred, Vimmerby och Linköping norrut, väg 23 går också norr här. Vetlandavägen västerifrån kommer in i rondellen vid Coop och Målilla Terminalen. Vetlandavägen österifrån kommer in från Målilla Station. Söderut går riksväg 34/47 mot Berga, Oskarshamn och Kalmar. Förbifarten kommer in från nordväst.

## Standard
Hela vägen är en enfilig landsväg i båda riktningarna; den har bara några korsningar på hela vägen och är glest trafikerad.